# Chiesa di Santa Francesca Romana a Strada Felice
La chiesa di Santa Francesca Romana a Strada Felice, anche nota come Santa Francesca Romana in Via Sistina, era una chiesa conventuale di Roma che si trovava all'altezza del numero 129 della via Sistina, nel lato nord della via, nel rione Colonna, subito dopo l'angolo sud-est con la via Zucchelli. Era dedicata a santa Francesca Romana e, in seguito, anche a san Giovanni Nepomuceno. "Strada Felice" era il nome originario della via Sistina. La chiesa era anche nota come Santa Francesca Romana del Riscatto o Santa Francesca Romana dei Padri del Riscatto, che si riferiva a un attributo dei trinitari.

## Storia

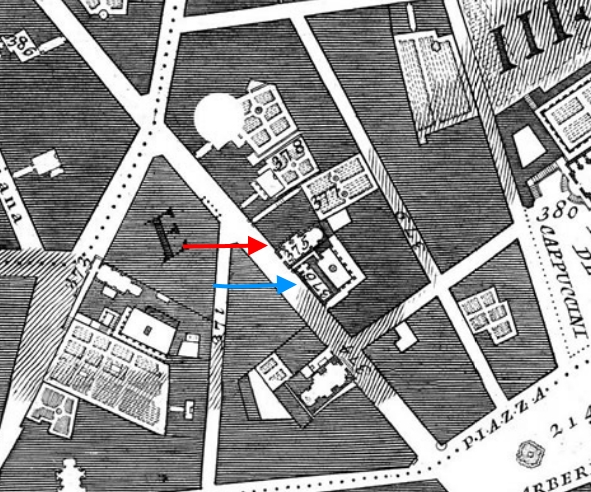
La chiesa (indicata dalla freccia rossa) e il suo oratorio (indicato dalla freccia azzurra) nella mappa di Nolli.

La precedessora di questa chiesa era un'altra, medievale, che si trovava nella piazza di Pietra, sempre nel rione Colonna, nota come "Santo Stefano del Trullo". La parola "trulla" significava "lavatoio" in latino e, a quanto pare, questo occupava un antico edificio con una cupola bassa ed era sotto la cura dell'Ordine della Santissima Trinità nel sedicesimo secolo. Alla fine dello stesso secolo, il gruppo decise di trasferirsi in un luogo più alto per sfuggire alla malaria. Per questo motivo, per loro fu costruito un piccolo monastero nel lato settentrionale del colle Quirinale e fu dedicato a santa Francesca di Roma, intorno al 1614. Il luogo fu eretto, secondo Mariano Armellini, a cura del frate portoghese Antonio Cardeto. La vecchia chiesa medievale venne demolita nell'epoca del papa Alessandro VII (1655-1667) e il terreno venne venduto. Tuttavia, la prima chiesa costruita sul nuovo sito sembrava essere mal costruita, poiché già nel 1676, durante il pontificato del papa Innocenzo XI, fu necessaria una ricostruzione completa. L'architetto fu Mattia de Rossi, che progettò anche una nuova facciata.
La comunità trinitaria non sopravvisse all'occupazione francese di Roma e, all'inizio del diciannovesimo secolo, il complesso fu assegnato a una comunità di suore francescane, le Zitelle Povere di Santa Francesca. Anche loro, a loro volta, furono cacciate nel 1873, poco dopo la presa di Roma. Poi, il complesso fu restaurato per ospitare il collegio Boemo (il seminario ceco) nel 1884 e la chiesa divenne la sua cappella privata. Perciò, la dedica fu cambiata in "Santa Francesca e San Giovanni Nepomuceno". In seguito, nel 1930, il seminario si trasferì nell'odierno Pontificio Collegio Nepomuceno, in via Concordia, nei paraggi della stazione del metrò Re di Roma.
Dopo un certo periodo di abbandono, il complesso fu demolito interamente nel 1930 circa, e comunque entro il 1946, quando venne sostituito dal teatro Sistina.

## Descrizione

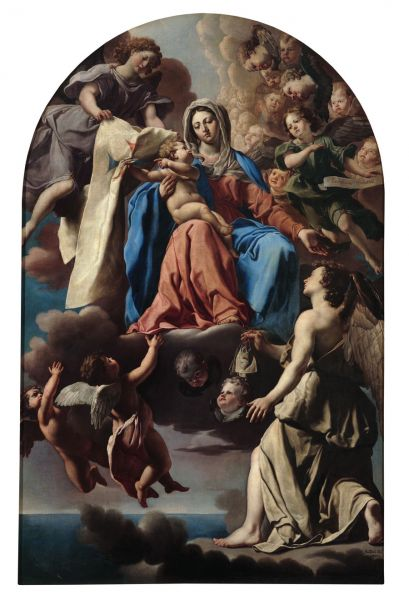
La Madonna del Riscatto di Francesco Cozza, la pala d'altare della chiesa scomparsa.

Nella facciata del teatro odierno, la chiesa occupava lo spazio a sinistra dell'entrata e della sua tenda, raggiungendo l'odierno Bar Sistina lì accanto. La sua pianta era rettangolare con un'abside semicircolare. La navata aveva quattro campate con tre pilastri su ciascun lato che sostenevano la volta. All'interno, la pala d'altare era una Beata Vergine fra due angeli, di Francesco Cozza, molto ammirata dai critici dell'arte del diciannovesimo secolo e nota ancora oggi come "Madonna del Riscatto". L'opera attualmente si trova nel Pontificio Collegio Nepomuceno.
Il convento era a sud-est e aveva un chiostro con una fontana al centro e delle arcate ai lati nord-est e sud-est. Un portale a destra della chiesa dava accesso a un passaggio che portava al chiostro. Quando i trinitari vi vivevano, l'area tra il chiostro e la strada era occupata da un oratorio, il cui orientamento era parallelo al quello della strada. La pianta era rettangolare, con un'abside minuscola, molto bassa, vicina al passaggio già citato. Tuttavia, sorprendentemente, l'oratorio aveva quasi le dimensioni della chiesa, ma non si sa il motivo. All'epoca della mappa di Nolli (1748), l'oratorio era dedicato alla Nostra Signora dell'Assunzione ed era utilizzato dalla Confraternita del Santissimo Sacramento di Santa Susanna.